# Lycodon namdongensis
Lycodon namdongensis có tên tiếng Việt là Rắn khuyết nam động. Loài được mô tả lần đầu vào năm 2019 tại Quan Sơn, Thanh Hóa bởi các nhà khoa học của Trường đại học Lâm nghiệp, Đại học Cologne (CHLB Đức), Trung tâm Bảo tồn Thiên nhiên Việt và Đại học Khoa học Tự nhiên.

## Tên gọi
Tên khoa học: Lycodon namdongensis
Tên Tiếng Anh: Namdong Wolf Snake
Tiếng Đức: Namdong Wolfszahnnatter
Tên Tiếng Việt: Rắn khuyết nam động
Tên gọi của loài này được đặt theo tên của khu rừng đặc dụng nơi loài này được ghi nhận (Khu Bảo tồn các loài hạt trần quý hiếm Nam Động nằm trên địa bàn 02 huyện Quan Sơn và Quan Hóa, tỉnh Thanh Hóa).

## Phân loại
Colubridae/Colubroidea/Caenophidia/Alethinophidia/Serpentes/Squamata

## Tác giả
Vinh Quang Luu, Thomas Ziegler, Nghia Van Ha, Minh Duc Le & Tuoi Thi Hoang.

## Holotype
Mẫu đực trưởng thành được thu bởi Lưu Quang Vinh, Hà Văn Nghĩa, Lò Văn Oanh và Hà Văn Ngoạn vào ngày 13 tháng 06 năm 2017 tại rừng núi đá vôi thuộc Khu Bảo tồn các loài hạt trần quý hiếm Nam Động (thuộc địa phận huyện Quan Sơn, tỉnh Thanh Hóa, Việt Nam) (20°18.298'N; 104°54.776'E, độ cao 616 m so với mực nước biển.).

## Phân bố
Thế giới: Không
Việt Nam: Thanh Hóa (Nam Động)